# توم ميوتيرس
توم ميوتيرس (5 ديسمبر 1984 في بلجيكا - ) هو لاعب كرة قدم بلجيكي في مركز حراسة المرمى. لعب مع إف سي آيندهوفن وزولته فاريجيم وفي في في فينلو ونادي آيندهوفن ونادي إكسلسيور ونادي سينت ترويدن وJong PSV ‏ ولوميل يونايتد وMVV Maastricht ‏.

## روابط خارجية
- توم ميوتيرس على موقع اتحاد تركيا (لاعب) (الإنجليزية)
- توم ميوتيرس على موقع قاعدة بيانات كرة القدم.إي يو (الإنجليزية)
- توم ميوتيرس على موقع Soccerway.com (الإنجليزية)
- توم ميوتيرس على موقع عالم كرة القدم.نت (الإنجليزية)